# Бет Яков (Скопие)
„Бет Яков“ (на македонска литературна норма: „Бет Јаков“; на ладино: Esnoga Beth Yaakov; на иврит: קהל קדוש בית יעקב) е юдейски храм в столицата на Северна Македония град Скопие.
Синагогата е разположена в сградата на Еврейската общност в Северна Македония и е единствената в града.
На 11 март 2000 година, годишнината от депортацията на скопските евреи в Треблинка. Това е първата синагога, построена на Балканите след Втората световна война. Храмът задоволява религиозните нужди на около 200-а евреи в страната. Храмът е изграден на последния етаж на сградата на Еврейската общност в Северна Македония в Буняковец с финансиране предимно от членове на конгрегацията „Бет Израел“ във Финикс, които събират 25 000 долара за проект. Има красиви цветни витражи. Първата религиозна служба в храма е извършена от равин Исак Асиел от Белград в присъствието на гости евреи от съседните балкански страни, Израел, САЩ, Канада, сред които и американският посланик Майкъл Айник. Единият от двата свитъка с Тората, положени в светая светих на храма, е дарен от българската еврейска общност, а другият – от Еврейския център в Пасадина, Калифорния.
Синагогата е наследник на храм със същото име, изграден в 1937 година на Скопската чаршия и разрушен при катастрофалното Скопско земетресение в 1963 година. Парохетът (завесата) на арон хакодеш (светая светих) е оригиналният от старата синагога.
Ценен пинкас от старата синагога, воден от 1749 до 1913 година, се пази в Еврейския исторически музей в Белград.